# Herb gminy Czarnków
Herb gminy Czarnków – jeden z symboli gminy Czarnków, ustanowiony 10 czerwca 1998.

## Wygląd i symbolika
Herb przedstawia na tarczy dzielonej w pas w polu górnym żółtym zielone drzewo (dąb) z czerwonymi żołędziami, natomiast w polu dolnym srebrną nałęczkę (godło z herbu Nałęcz i herbu Czarnkowa).